# Kendeffy-ház (Marosvásárhely)
Koordináták: é. sz. 46° 32′ 32″, k. h. 24° 33′ 55″46.542222°N 24.565278°E

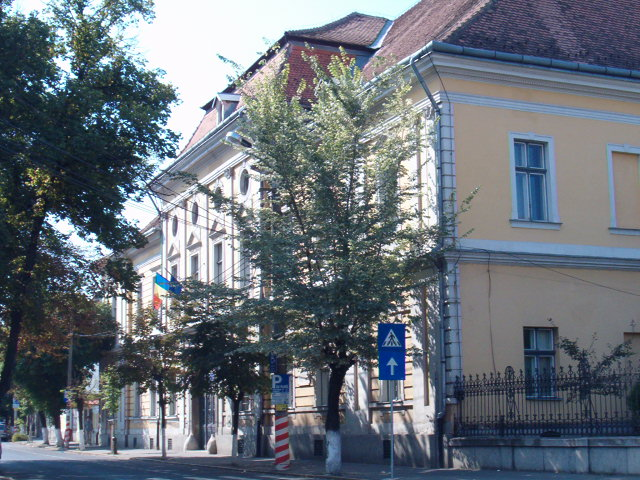
Az egykori Királyi Tábla épülete

Az Erdélyi Királyi Tábla (Tabula Regia) épülete, egykori nevén Kendeffy-ház a marosvásárhelyi Bolyai tér 30. szám alatt található. Ma a Maros Megyei Bíróság épülete.

## Az épület története
Az épületet 1789-ben Bethlen Krisztina, Kendeffy Elek gróf özvegye téli rezidenciaként építtette. Az épület alapítását az előcsarnok jobb falába helyezett címeres tábla örökíti meg az alábbi szöveggel:
| „        | Gróf Bethleni Bethlen Kristina néhai b:e: gróf Malomvizi Kendeffi Elek úr a császári, királyi és apostoli Felségnek az erdélyi királyi Guberniumban belső titok tanácsosa árva özvegye építette a török háborúk alatt az MDCCXXXIX-ik esztendőben. | ” |
| – (1739) | |   |

A táblát egy Bethlen-címer díszíti: egy függőleges helyzetben álló, S alakú kígyó, fején kilencágú korona, szájában keresztes jogar.
Az építészeti stílus a késő barokk és az Erdélyben akkor megjelenő neoklasszicizmus elemeit ötvözi. A földszintet, rövid tengelyén, tágas folyosó szeli át, mindkét oldalán kis helyiségekkel. Ez a folyosó egy hatalmas, két korláttal szegélyezett lépcsőhöz vezet. A folyosót kosárfül alakú gerincboltozat borítja, amely a falhoz rögzített pillérekre és négy, a lépcsők mellett álló négyszögű oszlopra támaszkodik. A földszinti helyiségek esetén, a bohém boltozattól eltekintve, félhenger formájú mélyedésekkel ellátott mennyezettípus van. Az emeleti szobák terület és magasság szempontjából egyaránt nagyobbak a földszintieknél. Az épület utca felőli részén található a nagy díszterem, ami a fogadások és bálok színhelye volt.
A főhomlokzat díszítőelemei egyszerűek és viszonylag mértékletesek. A külsőt arányosság és ismétlődő formák jellemzik. A főtengelyen helyezkedik el az enyhén horpasztott környílású bejárati kapu, két egyszerű oszlopfős oszlopra támaszkodva. Ezen keresztül lehet a földszint fő folyosójára jutni. A kapu négyszögletű keretbe illeszkedik, két oldalán szegéllyel. A homlokzat felső részének egyetlen elemsor az ablakok  négyszögletű díszkerete, melyet a világos vakolat hangsúlyoz ki.
Az ablakok felett virágfüzérrel illetve mértani formákkal díszített táblák állnak. A földszintet a homlokzaton végigvonuló határvonal választja el az emelettől. A felső regiszter néhány többletelemet tartalmaz. Az alsó szegélyzetnek megfelelően az emeleti részen összetett oszlopfőjű pillérek vannak. A felső szinten levő négyszögletű ablakok hangsúlyozott háromszögletű tetővel díszítettek. A főablakok felett egy sor kör alakú, virágfüzéres kisablak található.

## Az erdélyi Királyi Tábla
Az erdélyi Királyi Tábla eredetileg az erdélyi vajdák ítélőszékéből, kb. 1542-ben alakult át. Kezdetben 4-6 bíró működött itt, majd 1578-ban, később pedig az 1659-ben hozott törvények az ítélőmesterek vagy táblabírók számát tizenkettőben állapították meg, élükön egy elnökkel. Ez a Tábla a megyei törvényszékek, valamint a szász egyetem és székely székek fellebbezési fórumaként működött.
A legrégibb fennmaradt, latin nyelvű ítélkezési szabályzatot 1737. június 22-én III. Károly adta ki, melyet leánya Mária Terézia 1777-ben 247 paragrafusban kiegészítve állapított meg. A szabályzatot 1791-ben fordították le magyarra, amikor az országgyűlés jóváhagyta a magyar nyelv használatát a közigazgatásban.
Az erdélyi Királyi Táblát 1754-ben költöztette Mária Terézia Medgyesről Marosvásárhelyre. 1786-ban II. József császár rendeletére Nagyszebenbe költöztették, majd 1790. április 12-én újra visszahelyezték Marosvásárhelyre. A Tábla a Régipiacon, két egyemeletes kőházban székelt. A Kendeffy-házat 1826-ban vásárolták meg. A jogi intézmény költözésének tényét a belső térben elhelyezett tábla felirata igazolja. 1827-ben, az épület átvételének emlékére az épület homlokzatán elhelyeztek egy aranyozott betűkkel cifrán írott fekete márványtáblát, mely most a lépcsőház jobb oldali falán található:
| „ | Sub fausto regimine Francisci primi Caes: Aug: Fide et lege regnantis Curiae M: P: Trans: Regiae D: D: D: A: D: MDCCCXXVII. Themidi Sacrum. | ” |
|   | |   |

Az épület homlokzatán felállított márványtábla emlékezik meg Avram Iancu és Alexandru Papiu Ilarian marosvásáhelyi tartózkodásáról az 1848-as forradalmat megelőzően.
| „                                 | În această clădire, unde a funcționat tribunalul suprem al Transilvaniei, și-au început activitatea revoluționară Avram Iancu, Alexandru Papiu Ilarian și alți canceliști, care au avut un rol de seamă în revoluția de la 1848. | ” |
| – A felirat szövege román nyelven | |   |

A marosvásárhelyi bíróságot 1890-ben hozták létre az XXV-ös törvény értelmében, egyidőben a kolozsvári, nagyváradi és temesvári intézményekkel. Az épület Erdély Romániához való kerülése után is megőrizte funkcióját, napjainkban a Maros Megyei Bíróság székhelye.

## Galéria

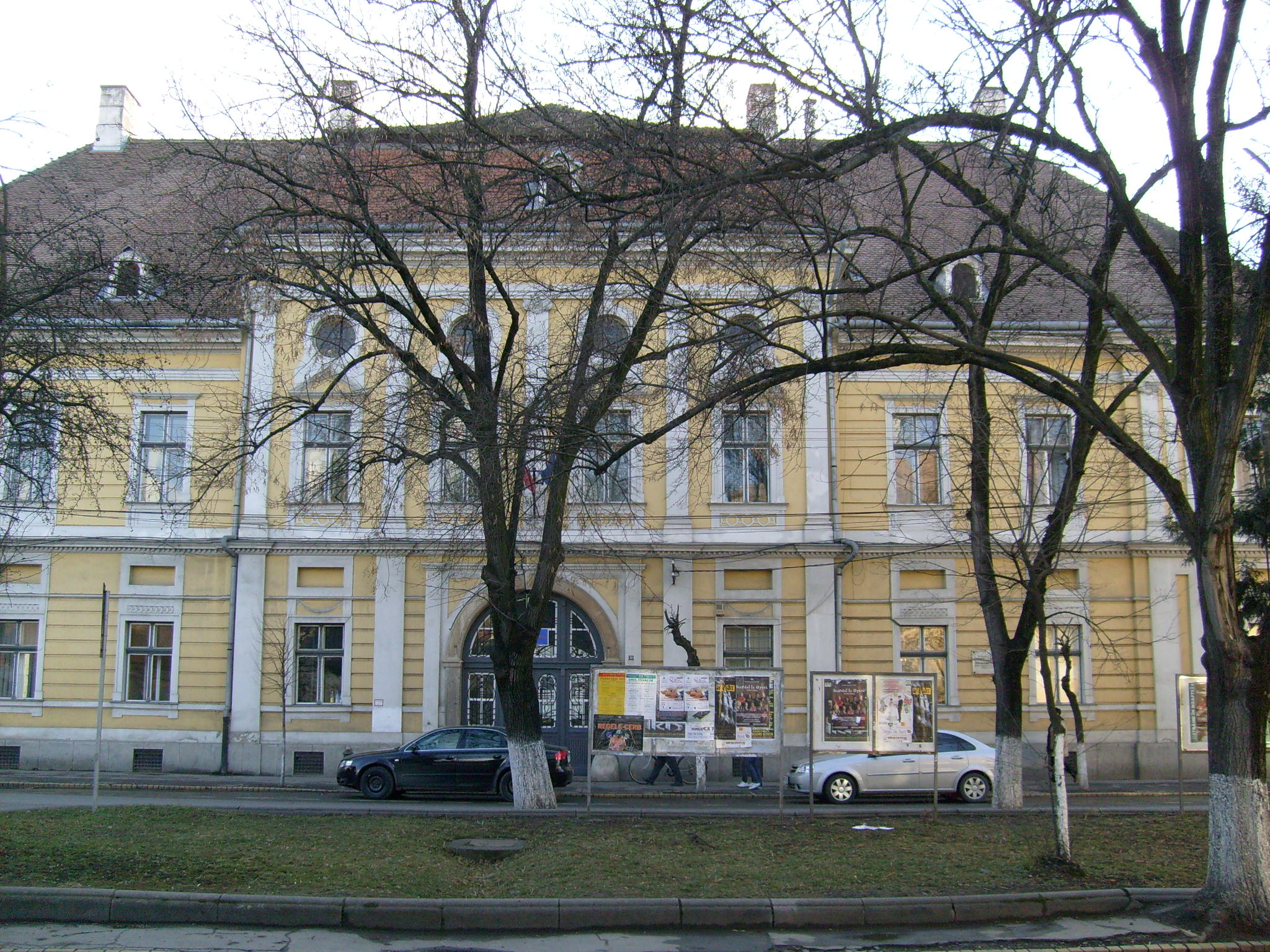
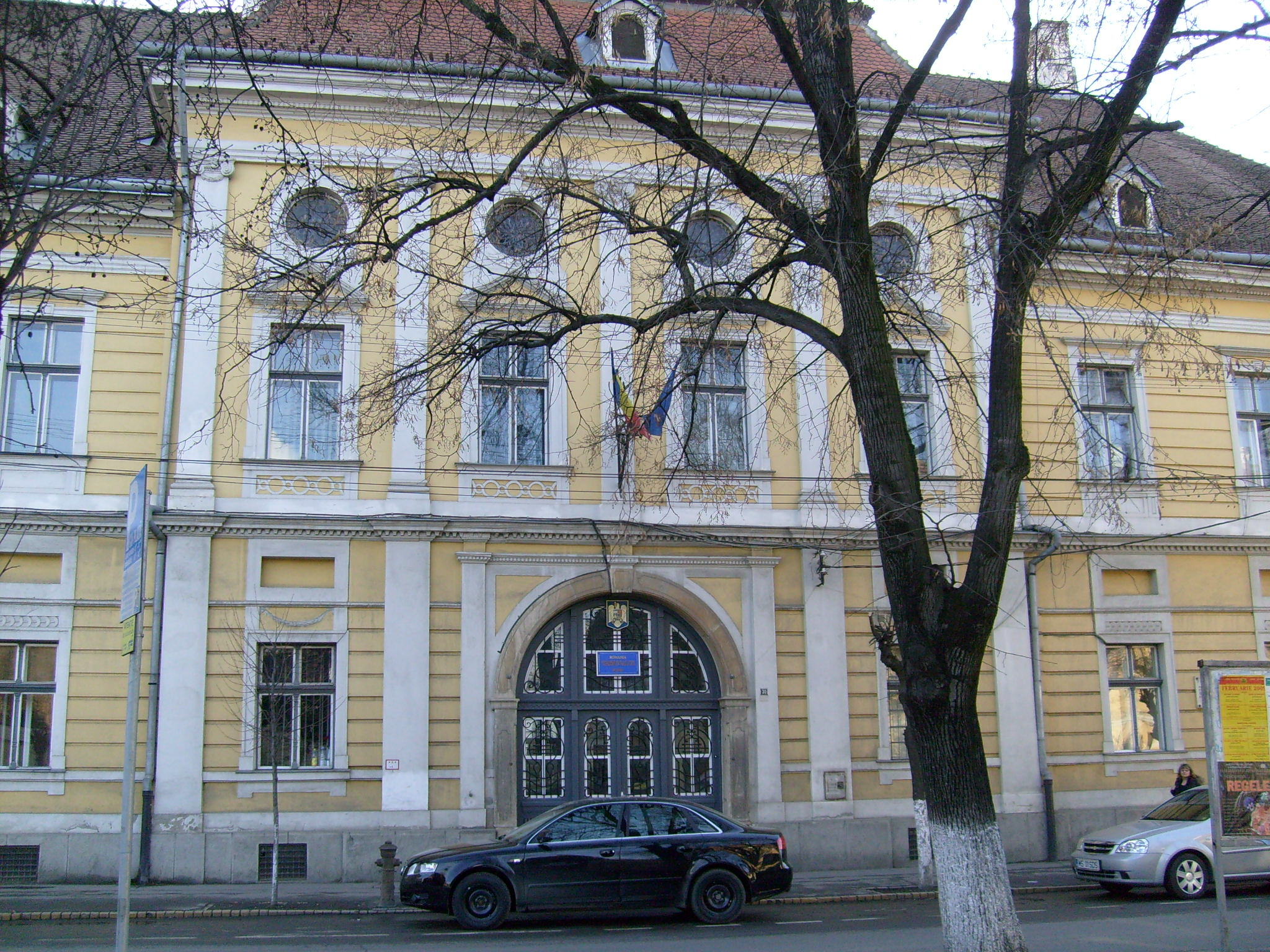
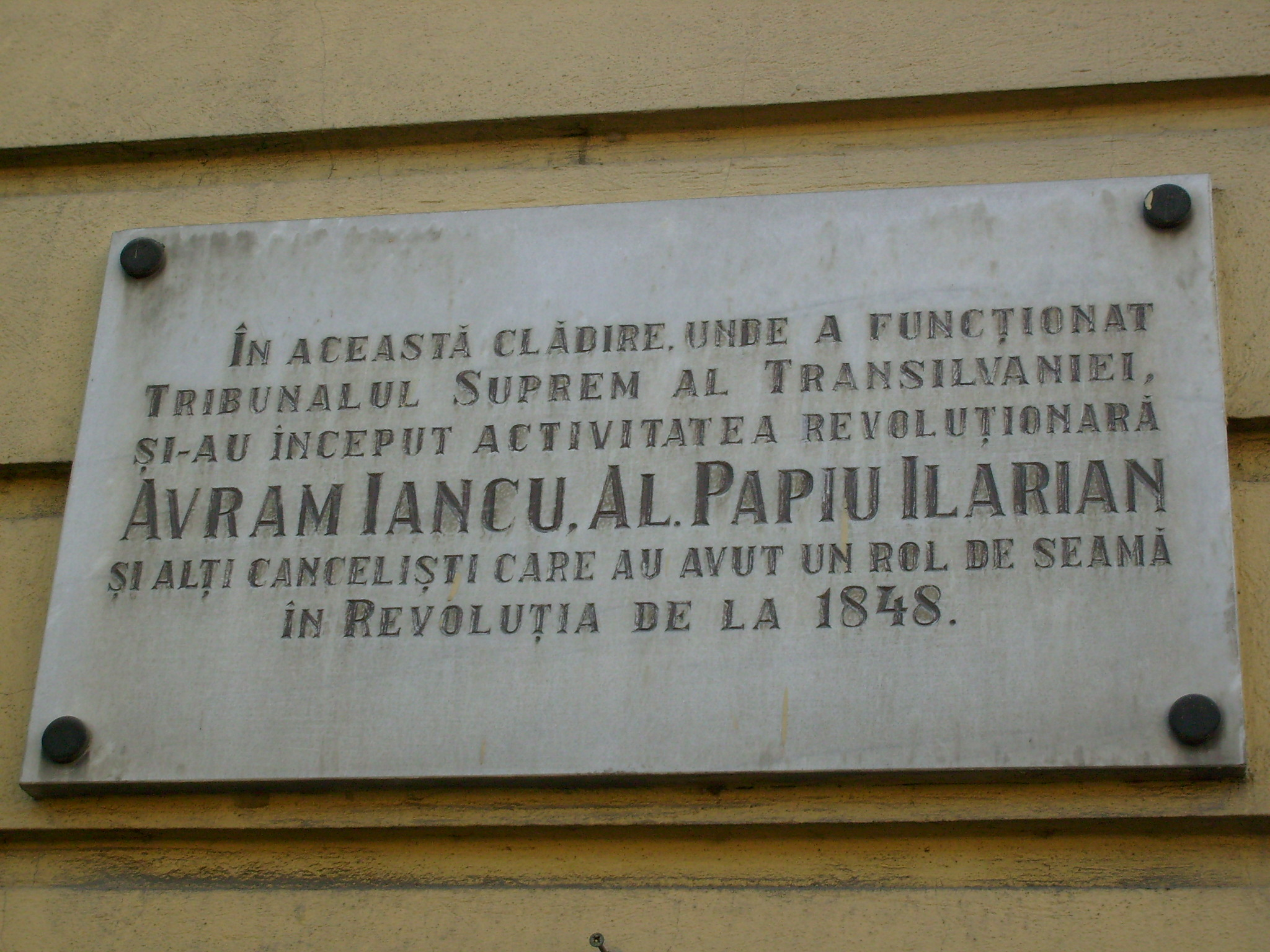